# Regla del Jugador Franquicia
La Regla o Ley del Jugador Franquicia, conocida como la Ley Beckham, fue adoptada como parte de las regulaciones sobre el tope salarial en la Major League Soccer (Liga Mayor de Fútbol de Estados Unidos) (MLS) para la temporada 2007. La reglamentación permite a cada franquicia de la MLS fichar jugadores que estén excluidos del tope salarial del equipo, facilitando así a los clubes que puedan incorporar jugadores estrella procedentes del mercado internacional.

## Historia
El tope salarial en 2006 fue estimado alrededor de los US$ 1,9 millones
, aumentó a US$ 2,1 millones en 2007 y quedó establecido en US$ 2,3 millones para la temporada 2008. Como parte del acuerdo de negociación colectiva entre la MLS y el sindicato de jugadores de la MLS se fijó un tope salarial para la temporada 2010 de US$ 2,55 millones con un incremento automático del 5 por ciento cada año hasta la finalización de dicho convenio a finales de la temporada 2014.
Bajo la normativa de 2007:
- La normativa expira al final de la temporada 2009 y debe ser renovada o ampliada en plazo.
- Para cada Jugador Franquicia, hasta US$ 400.000[3][4] de sus retribuciones se incluyen en el tope salarial y es la liga quien los paga. En el caso de que el salario del futbolista sea superior es el propietario del club quien debe hacer frente al resto de la nómina. Esta cantidad se incrementó a US$ 415.000 para la temporada 2009.
- Anteriormente a la temporada 2007 los salarios de tres futbolistas de la MLS excedían la cantidad de US$ 400.000. Estos jugadores eran: Landon Donovan, Carlos Ruiz y Eddie Johnson. De acuerdo con la norma, estos jugadores fueron apadrinados para la temporada 2007 y la excepción fue extendida hasta después de finalizar dicha campaña, pendiente de que la liga revisara la normativa en fecha futura. Entonces, entre las opciones que tenían los clubes estaban renegociar los contratos de estos futbolistas o considerarlos Jugadores Franquicia. Sin embargo, antes del inicio de la temporada 2008 Johnson fichó por el Fulham de la Premier League, mientras que tras la contratación de Dwayne de Rosario por parte de Toronto FC en enero de 2009, Ruiz quedó en libertad y firmó por Olimpia Asunción. De esta forma Landon Donovan quedaba como el único jugador cuyo salario en 2009 fue apadrinado gracias a la excepción a la normativa.
- Cada equipo tiene derecho a una plaza de Jugador Franquicia, aunque puede venderla a otro equipo; los equipos podían tener un máximo de dos jugadores franquicia en sus plantillas.
- Únicamente US$ 325.000 del salario del segundo Jugador Franquicia contaban para el límite salarial del equipo. Cantidad esta que fue incrementada a US$ 335.000 en 2009.[3]

Los cambios de 2010:
- La regla no tiene fecha de expiración.
- Para cada Jugador Franquicia US$ 335.000 de sus emolumentos son incluidos en el límite salarial y los paga la liga mientras que si el salario del futbolista es mayor es el propietario el que se ocupa del resto. Esta cantidad queda en la mitad para los Jugadores Franquicia que sean firmados en mitad del transcurso de la temporada. El límite salarial de valoración de los Jugadores Franquicia puede ser reducido utilizando fondos de asignación. Finalmente, los clubes cuyos Jugadores Franquicia fueran traspasados a clubes fuera de la MLS durante la temporada pueden recuperar parte del límite salarial de valoración del futbolista.
- Landon Donovan no puede ser apadrinado en adelante y debe ser considerado Jugador Franquicia.
- Cada club tiene atribuidas dos plazas de Jugador Franquicia, que a partir de ahora no pueden ser vendidas. New York Red Bulls recibirá US$ 700.000 en dinero de asignación en contraprestación a la nulidad del acuerdo con Chivas USA por una plaza adicional de Jugador Franquicia. Esto significa que tanto New York Red Bulls como Chivas USA tendrán dos plazas para Jugador Franquicia en sus plantillas para la temporada 2010.
- Los equipos pueden pagar una ‘tasa de lujo’ de US$ 250.000 por los derechos de compra de un jugador Franquicia. Esta cantidad se distribuirá de forma equitativa entre todos los equipos de la MLS que no hayan firmado un tercer Jugador Franquicia gracias a los fondos de asignación.

## Antecedentes
El futbolista inglés David Beckham ha dado nombre a esta regla como símbolo de lo que representa la misma: el derecho de los clubes a firmar jugadores de prestigio internacional y calidad reconocida como Beckham. Como se vio después, David Beckham fue, de hecho, el primer futbolista en ser fichado bajo esta normativa, firmando un lucrativo contrato con Los Angeles Galaxy que paga al jugador US$ 6,5 millones anuales en salario directo. El resto de las ganancias de Beckham proceden de sus derechos de imagen, de los que el jugador recupera el 100% dado que anteriormente el Real Madrid poseía el 50%.

## Jugadores franquicia en la actualidad
| Año firma de contrato | Jugador                 | País                      | Actual club            | 2014 Guaranteed compensation |
| --------------------- | ----------------------- | ------------------------- | ---------------------- | ---------------------------- |
| 2010                  | Álvaro Saborío          | Bandera de Costa Rica     | Real Salt Lake         | $453.333                     |
| 2011                  | Robbie Keane            | Bandera de Irlanda        | LA Galaxy              | $4.333.333                   |
| 2012                  | Javier Morales          | Bandera de Argentina      | Real Salt Lake         | $300.000                     |
| 2012                  | Gustavo Bou             | Bandera de Argentina      | New England Revolution | $n/a                         |
| 2012                  | Tim Cahill              | Bandera de Australia      | New York Red Bulls     | $3.625.000                   |
| 2012                  | Federico Higuaín        | Bandera de Argentina      | Columbus Crew          | $744.000                     |
| 2013                  | Claudio Bieler          | Bandera de Argentina      | Sporting Kansas City   | $225.000                     |
| 2013                  | Diego Valeri            | Bandera de Argentina      | Portland Timbers       | $500.000                     |
| 2013                  | Chris Wondolowski       | Bandera de Estados Unidos | San Jose Earthquakes   | $650.000                     |
| 2013                  | Obafemi Martins         | Bandera de Nigeria        | Seattle Sounders FC    | $1.753.333                   |
| 2014                  | Matías Laba             | Bandera de Argentina      | Vancouver Whitecaps FC | $300.000                     |
| 2013                  | Clint Dempsey           | Bandera de Estados Unidos | Seattle Sounders FC    | $6.695.189                   |
| 2013                  | Alexander López         | Bandera de Honduras       | Houston Dynamo         | $110.000                     |
| 2013                  | Gabriel Torres          | Bandera de Panamá         | Colorado Rapids        | $262.500                     |
| 2013                  | Mauro Diaz              | Bandera de Argentina      | FC Dallas              | $411.000                     |
| 2013                  | Omar Gonzalez           | Bandera de Estados Unidos | LA Galaxy              | $1.250.000                   |
| 2014                  | Osvaldo Alonso          | Bandera de Cuba           | Seattle Sounders FC    | $400.000                     |
| 2014                  | Gilberto                | Bandera de Brasil         | Toronto FC             | $1.205.000                   |
| 2014                  | Michael Bradley         | Bandera de Estados Unidos | Toronto FC             | $6.500.000                   |
| 2014                  | Cristian Maidana        | Bandera de Argentina      | Philadelphia Union     | $198.750                     |
| 2014                  | Maurice Edu             | Bandera de Estados Unidos | Philadelphia Union     | $650.000                     |
| 2014                  | David Texeira           | Bandera de Uruguay        | FC Dallas              | $338.000                     |
| 2014                  | Pedro Morales           | Bandera de Chile          | Vancouver Whitecaps FC | $1.410.900                   |
| 2014                  | Eddie Johnson           | Bandera de Estados Unidos | D.C. United            | $613.333                     |
| 2014                  | David Villa             | Bandera de España         | New York City FC       | $n/a                         |
| 2014                  | Fanendo Adi             | Bandera de Nigeria        | Portland Timbers       | $593.300                     |
| 2014                  | Liam Ridgewell          | Bandera de Inglaterra     | Portland Timbers       | $1.200.000                   |
| 2014                  | Ignacio Piatti          | Bandera de Argentina      | Montreal Impact        | $387.500                     |
| 2014                  | Matt Besler             | Bandera de Estados Unidos | Sporting Kansas City   | $633.250                     |
| 2014                  | Graham Zusi             | Bandera de Estados Unidos | Sporting Kansas City   | $631.389                     |
| 2014                  | DaMarcus Beasley        | Bandera de Estados Unidos | Houston Dynamo         | $779.167                     |
| 2014                  | Matías Pérez García     | Bandera de Argentina      | San Jose Earthquakes   | $216.000                     |
| 2014                  | Sebastián Jaime         | Bandera de Argentina      | Real Salt Lake         | $216.000                     |
| 2014                  | Jermaine Jones          | Bandera de Estados Unidos | New England Revolution | $3.252.500                   |
| 2015                  | Kennedy Igboananike     | Bandera de Nigeria        | Chicago Fire           | $n/a                         |
| 2015                  | Bradley Wright-Phillips | Bandera de Inglaterra     | New York Red Bulls     | $n/a                         |
| 2015                  | Bryan Róchez            | Bandera de Honduras       | Orlando City           | $n/a                         |
| 2015                  | David Accam             | Bandera de Ghana          | Chicago Fire           | $n/a                         |
| 2015                  | Erick Torres            | Bandera de México         | Houston Dynamo         | $n/a                         |
| 2015                  | Octavio Rivero          | Bandera de Uruguay        | Vancouver Whitecaps FC | $n/a                         |
| 2015                  | Steven Gerrard          | Bandera de Inglaterra     | LA Galaxy              | $n/a                         |
| 2015                  | Frank Lampard           | Bandera de Inglaterra     | New York City FC       | $n/a                         |
| 2015                  | Jozy Altidore           | Bandera de Estados Unidos | Toronto FC             | $6.332.250                   |
| 2015                  | Sebastian Giovinco      | Bandera de Italia         | Toronto FC             | $n/a                         |
| 2015                  | Laurent Ciman           | Bandera de Bélgica        | Montreal Impact        | $n/a                         |
| 2016                  | Nicolás Lodeiro         | Bandera de Uruguay        | Seattle Sounders FC    | $2.502.500                   |
| 2017                  | Josef Martínez          | Bandera de Venezuela      | Inter de Miami         | $3.058.333                   |
| 2017                  | Paul Arriola            | Bandera de Estados Unidos | D.C. United            | $707.000                     |
| 2017                  | Jonathan dos Santos     | Bandera de México         | D.C. United            | $707.000                     |
| 2017                  | Maximiliano Moralez     | Bandera de Argentina      | New York City FC       | $2.000.000                   |
| 2017                  | Sebastián Blanco        | Bandera de Argentina      | Portland Timbers       | $1.375.008                   |
| 2017                  | Albert Rusnák           | Bandera de Eslovaquia     | Real Salt Lake         | $2.001.667                   |
| 2018                  | Ezequiel Barco          | Bandera de Argentina      | Atlanta United         | $1.425.000                   |
| 2018                  | Carlos Vela             | Bandera de México         | Los Angeles FC         | $6.300.000                   |
| 2023                  | Lionel Messi            | Bandera de Argentina      | Inter de Miami         | $40.000.000                  |

Notas
- El cuadro indica cuando los futbolistas firmaron su contrato como Jugador Franquicia, no necesariamente su primer año en la MLS.
- Los salarios de los jugadores incluyen la compensación de su contrato con la MLS, sin incluir bonos o compensaciones que puedan tener con los equipos en forma individual.
- El fichaje de Lionel Messi por parte del Inter de Miami es reciente, por lo cual el precio de compra es estimado.